# De zon gaat achter iets of iemand onder
De zon gaat achter iets of iemand onder is een hoorspel van Ken Kaska. Die Sonne versinkt hinter wem oder was werd op 31 maart 1972 door Radio Bremen uitgezonden. Marie Riemens-Dijksma vertaalde het en de NCRV zond het uit op maandag 29 september 1975. De regisseur was Johan Wolder. Het hoorspel duurde 28 minuten.

## Rolbezetting
- Kommer Kleijn (Alfons)
- Ellen de Thouars (Marga)

## Inhoud
Ver van het valse medelijden waarmee de prestatiemaatschappij gewoonlijk haar slechte geweten tegenover de ouderen verdooft, tekent de auteur een onsentimenteel beeld van het leven van een oud echtpaar. Hij stoot door tot aan die grens waar huiver voor het lichamelijke en geestelijke verval weer omslaat in een bevrijdend lachen om onszelf, voor wie eenzelfde lot onvermijdelijk is…